# Lycosa pia
Lycosa pia är en spindelart som först beskrevs av Friedrich Wilhelm Bösenberg och Embrik Strand 1906.  Lycosa pia ingår i släktet Lycosa och familjen vargspindlar. Inga underarter finns listade i Catalogue of Life.